# NGC 5123
NGC 5123 (również PGC 46767 lub UGC 8415) – galaktyka spiralna (Sc), znajdująca się w gwiazdozbiorze Psów Gończych. Odkrył ją William Herschel 9 kwietnia 1787 roku. Jest zaliczana do radiogalaktyk.
W galaktyce tej zaobserwowano supernową SN 2008dz.